# 東華三院關啟明小學
東華三院關啟明小學（英語：TWGHs Kwan Kai Ming Primary School）是昔日香港一間小學。

## 歷史
關啟明小學於1958年在九龍京士柏衛理道31號創校，在創校初年由周埈年爵紳主持校舍開幕禮，原稱為「東華三院九龍第二小學」。為感謝時任東華三院總理關啟明捐出二十萬興建該校，東華三院於是在關氏身故後把他的名字冠上學校校名。而校內原有的新翼教學樓「吳耀慶樓」則於1972年命名。此外，該校早年共設上午校、下午校和夜校。後來因適齡學童人數減少而在2003年停辦。原址與鄰近相連的東華三院林百欣青少年中心重建成香港中文大學－東華三院社區書院，即現時的東華學院。

## 歷任校長
- 陳世鴻 先生
- 蕭德輝 女士
- 1989年至1993年：陳鶴年 先生[7]
- 周愷文 女士[8]
- ？至2001年：張瑪莉 女士[9][10]
- 2001年至2003年：余錦泉 先生[11]

## 著名/傑出校友
- 蔡少芬（1986年上午校）：香港女藝人[12][13]
- 林文龍：香港男演員
- 陳小娟（1998年）：香港電影導演、第38屆香港電影金像獎「新晉導演」獎得主[14]
- 官惠慈（1992年）：退役香港女子羽毛球運動員
- 汪曼玲（1965年）：香港資深傳媒工作者

## 外部連結
- 東華三院關啟明小學的Facebook專頁